# 类黑精
类黑精（英語：Melanoidin）是糖和氨基酸在高温和低水活度条件下在美拉德反应中形成的棕色高分子量异质聚合物。现代实验药理学之父德国人施米德贝尔于1897年发现。

## 食品类黑精的形成
食品类黑精是引起食品非酶褐变的主要物质，通常在产生类黑精的同时，一系列的美拉德反应中间体——一些还原酮类物质及杂环类化合物也相伴生成。
普遍的观点认为，食品类黑精是由一些不同种类的高分子量化合物组成的混合物， 其颜色的形成原因，除了那些高分子量的类黑精物质，也与一些低分子量的有色化合物有关，有时也包括一些低分子量的类黑精物质。
类黑精广泛存在与各种食物中并且直接影响食品的风味和功能，包括烘焙咖啡、大麦芽、面包皮等等等。他们也存在于制糖厂的废水中。

## 食品类黑精的成分和生理功能
类黑精组成十分复杂，包括咖啡因、酸类化合物、胺类、酯类、酚类、吡咯类、呋喃类、吡啶类、醛类、醇类、酮类等。这些成分能够给人体带来十分复杂的功能。
有些研究表明，美拉德反应产生的低分子质量化合物和类黑精等物质具有多种生物学活性，但是其中的晚期糖基化终末产物、丙烯酰胺等潜在风险因子会加速人体的衰老或导致慢性退行性疾病的发生。
食品科学界的研究证明类黑精成分具有抗菌、抗氧化、减肥、抗癌、防龋齿等各方面的复杂的生理作用。